# Мандра
Вижте пояснителната страница за други значения на Мандра.
Мандрата е предприятие от хранителната промишленост, в което се преработва мляко и се произвеждат различни млечни продукти. Мандрите изкупуват сурово мляко - краве, козе и овче, по-рядко биволско от млекопроизводителите (селяни или ферми) и го преработват в пастьоризирано мляко, кисело мляко, масло, сметана, сирене, кашкавал, цвик и други млечни продукти, готови за продажба в търговските вериги.
В България има около 200 мандри.